# チャールズ・フェアファックス・マレー

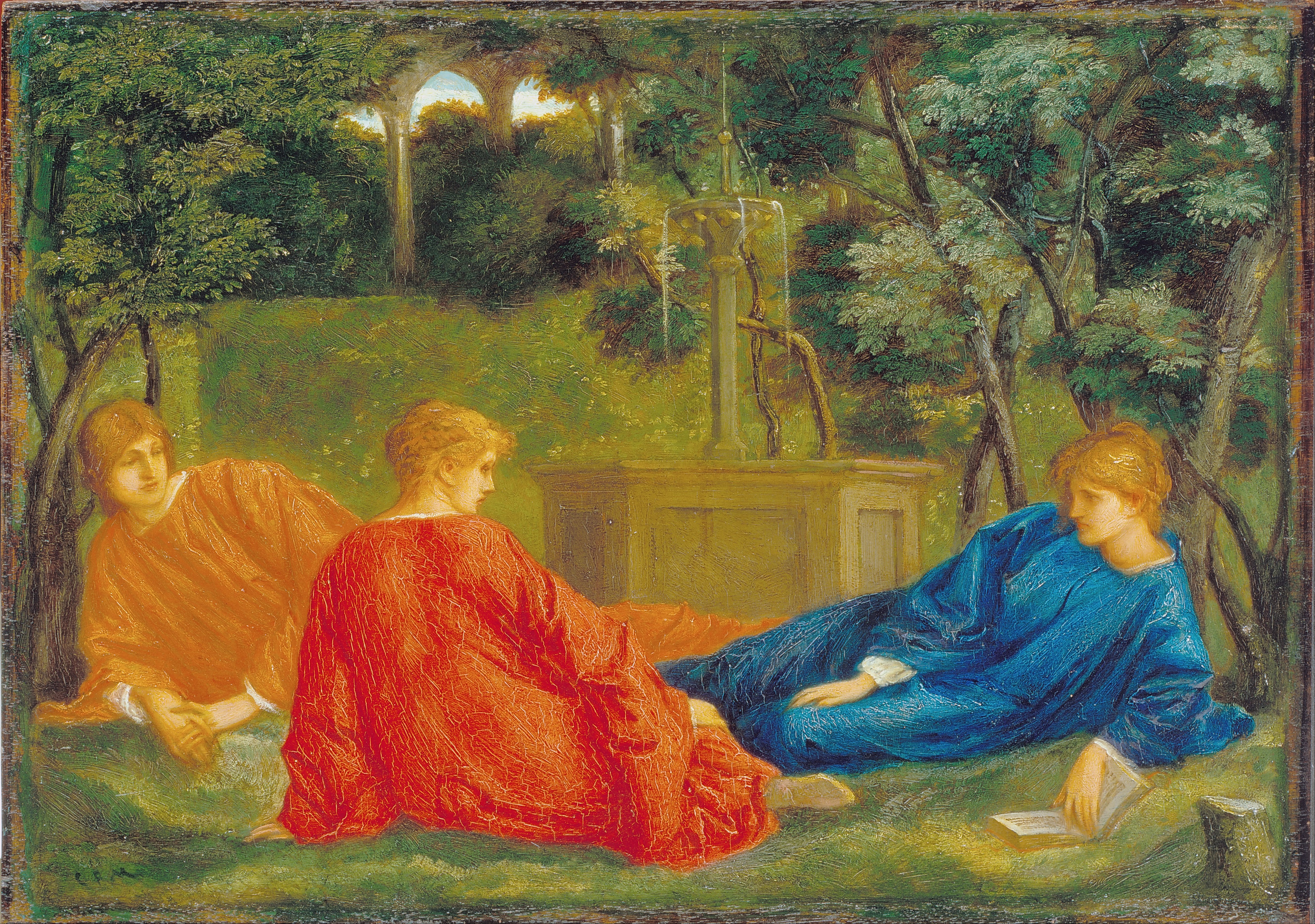
チャールズ・フェアファックス・マレー作「王の娘たち」(c.1875)、ダリッジ・ピクチャー・ギャラリー蔵

チャールズ・フェアファックス・マレー（Charles Fairfax Murray、1849年9月30日 – 1919年1月25日）はイギリスの画家、デザイナー、美術収集家である。ラファエル前派の画家たちやアーツ・アンド・クラフツ運動を進めたウィリアム・モリスらのもとで、活動した。

## 略歴
インナー・ロンドンのタワーハムレッツ区のボウ(Bow)で生まれ、サフォークのサドベリで育った。サドベリで有名な肖像画家、トマス・ゲインズバラの一族で、ゲインズバラの弟子でもあったゲインズバラ・デュポン(Gainsborough Dupont)に絵を習ったとされる。12歳で鉄道会社に雇われ、社長の家族の肖像画を描いたりした。16歳になった時、ラファエル前派の支援者だったジョン・ラスキンに見いだされ 、1867年に画家、エドワード・バーン＝ジョーンズの助手に採用された。マレーはダンテ・ゲイブリエル・ロセッティを中心とする「ラファエル前派」の画家の一人となった。またアーツ・アンド・クラフツ運動を進めた、ウィリアム・モリスやフィリップ・ウェッブの友人にもなり、モリス商会のために家具や装飾のデザインをした。
1872年にジョン・ラスキンの依頼で美術品の模写をするためにイタリアに渡り、ローマ、シエナ、ピサ、ヴェネツィアを旅し、イタリア美術の巨匠たちの作品に対する知識を深めた。結婚してフィレンツェに住んだ。ロンドン・ナショナル・ギャラリーでも働いた美術史家、ジョヴァンニ・カヴァルカセッレの著書「北イタリアの絵画の歴史」にも貢献した。
イタリアから、ウィリアム・モリスやフィリップ・ウェッブ、バーン＝ジョーンズと連絡をとり、ナショナル・ギャラリーの館長のフレデリク・ウィリアム・バートン(Frederic William Burton)の代理人を務め美術品の購入に協力し、1877年から長期間、ベルリン絵画館の館長、ヴィルヘルム・フォン・ボーデと取引を続けた。ロンドンの画商、トーマス・アグニューとパートナーになり、美術品をイギリスで販売した。
1882年に妻をイタリアに残して、イギリスに戻った。モリスやウェッブ、バーン＝ジョーンズとの交友を再開し、ラファエル前派の画家やアーツ・アンド・クラフツ運動の支援者になった。1888年からモデルの女性を愛人にして子供ができた。
美術収集家として多くのイタリアの絵画やラファエル前派の画家の作品を所有することになり、1904年には800点を超えるラファエル前派の画家の作品のコレクションをバーミンガム美術館の売却し、一般の人々に鑑賞できるようにしたのを始め、コレクションをフィッツウィリアム美術館やダリッジ・ピクチャー・ギャラリーなどのイギリスの美術館に寄付もした。
ロンドンで死去した。

## 作品

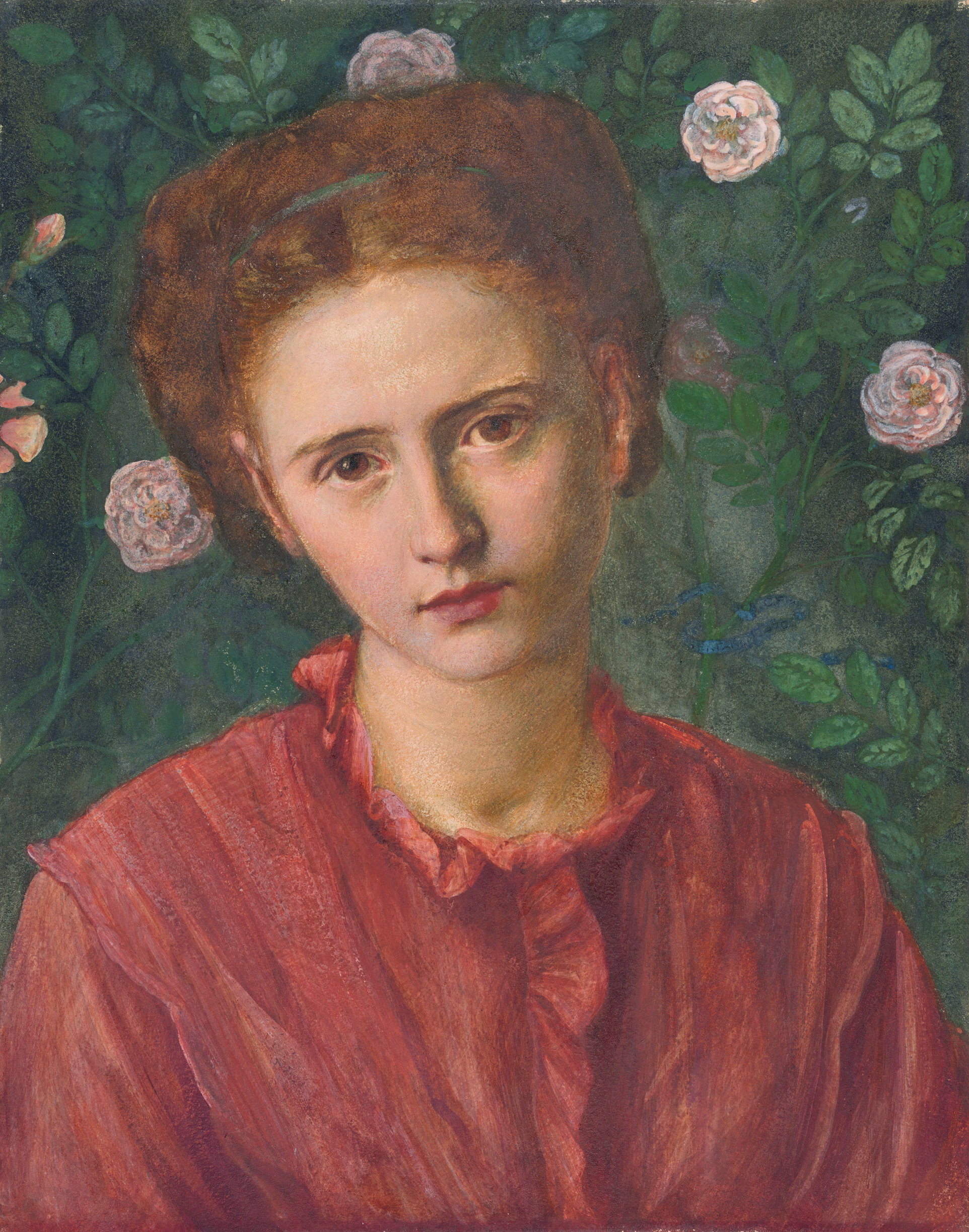
Clara Sentanceの肖像 (1870)
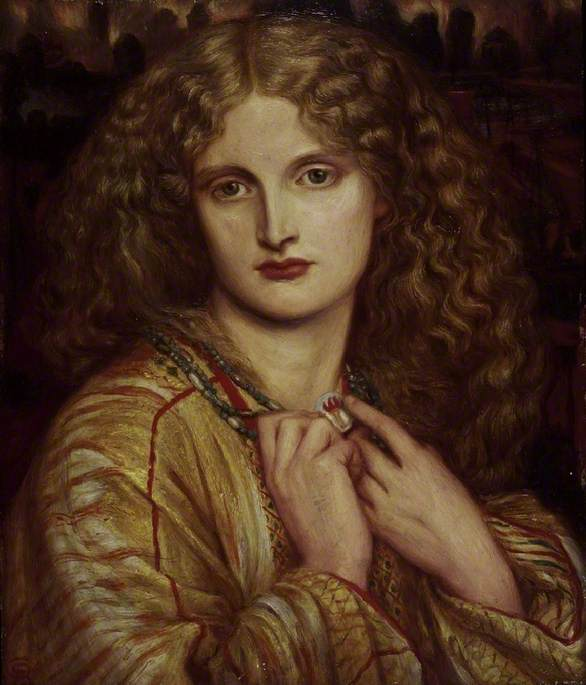
The flaming heart, after Rossetti(1863)
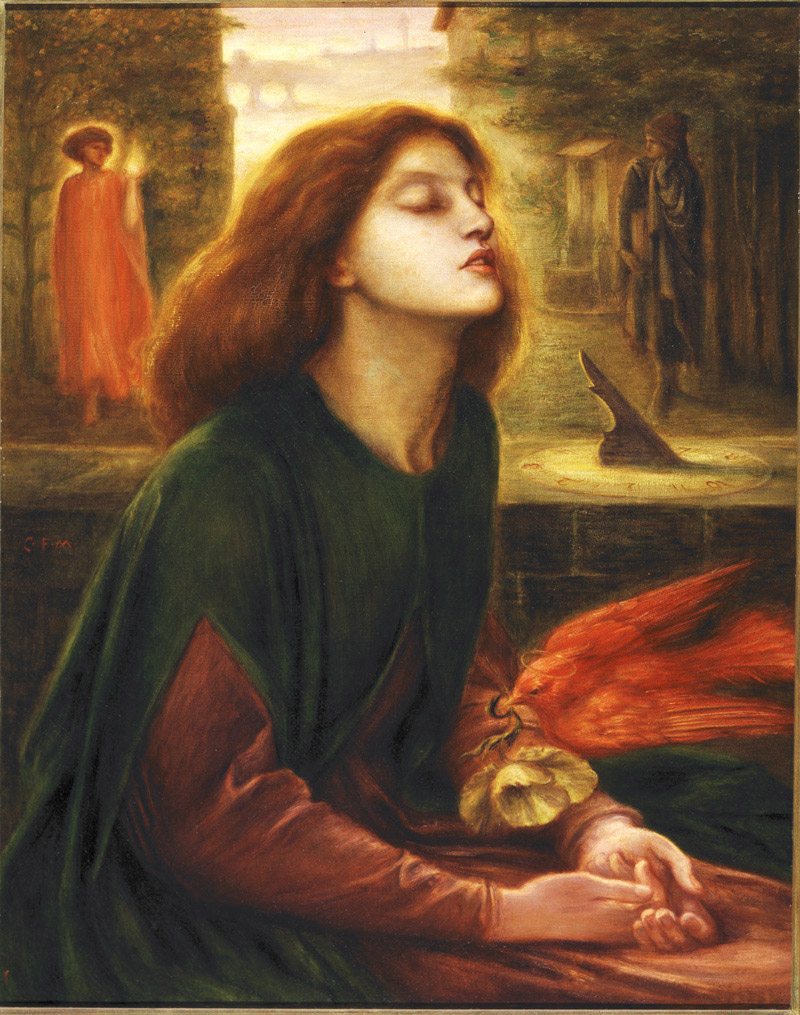
ロセッティの作品の模写